# Ingénium

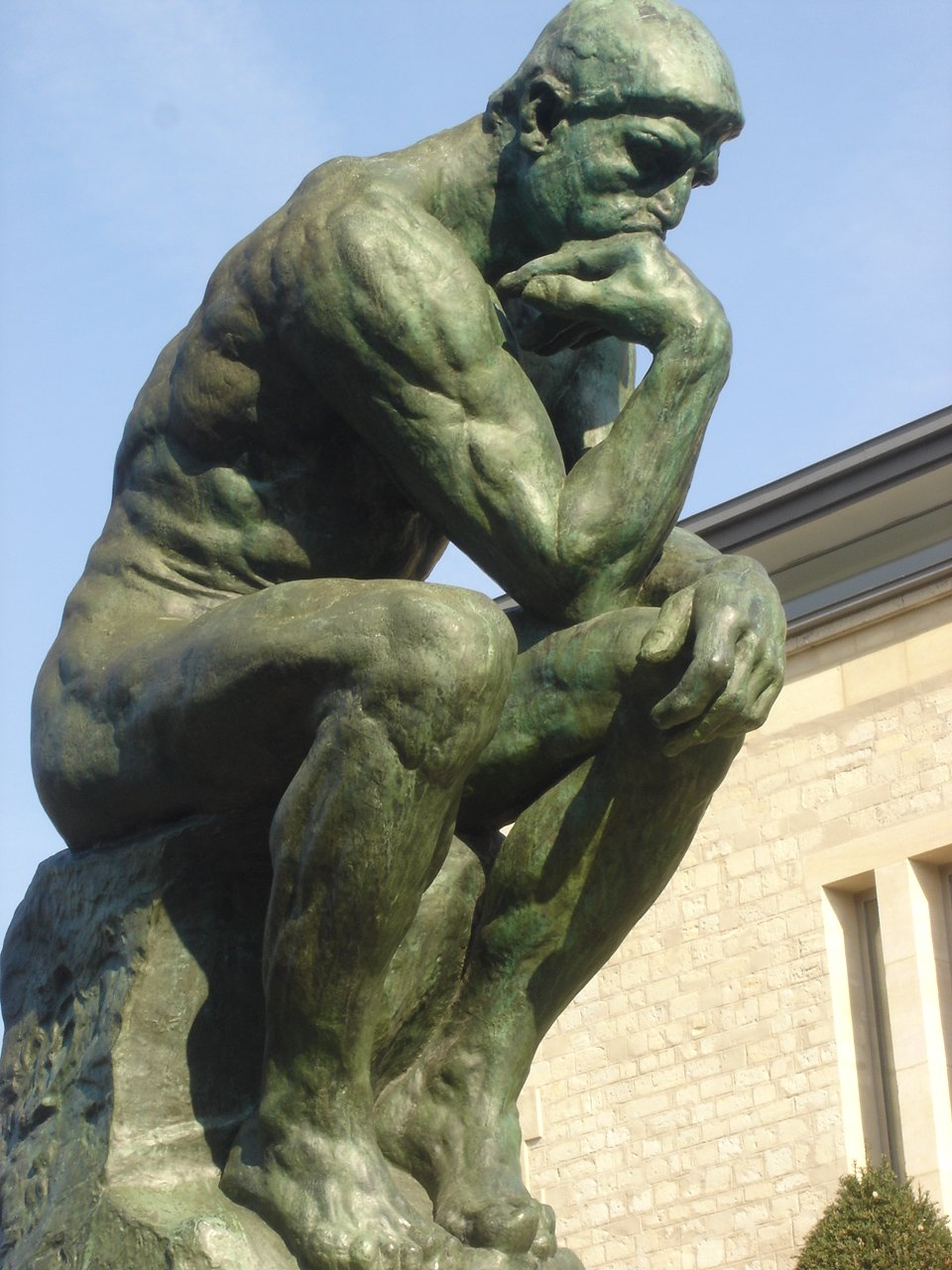
L'ingénium du penseur de Rodin : "conjoindre plutôt que disjoindre".

L'ingénium - du mot latin ingenium (signifiant intelligence, esprit, talent, habileté, ou génie) - est la faculté mentale qui permet de relier de manière rapide, appropriée et heureuse des choses séparées et qui se manifeste dans l'aptitude à la synthèse.
Cette faculté est complémentaire à l'analyse cartésienne.

« L’ingénium a été donné aux humains pour comprendre, c’est-à-dire pour faire »

— Giambattista Vico, De l’antique sagesse de l’Italie